# Josef Zotti
Josef Zotti (* 24. Juni 1882 in Borgo Valsugana, Österreich-Ungarn; † 3. November 1953 in Wien) war ein österreichischer Architekt, der zahlreiche Wiener Bauten gestaltet hat. Zu seinen Projekten zählen sowohl Wohn-, Geschäftsbauten, als auch öffentliche und industrielle Bauten sowie Innenraumgestaltungen.

## Biografie
Josef Zoffi genoss eine umfangreiche Berufsausbildung in Bozen und Meran. Anschließend erhielt er ein Stipendium, mit welchem er seine Ausbildung in Wien fortsetzte. Dort besuchte er die Fachschule für Möbel- und Bautischlerei des Technologischen Gewerbemuseums. Anschließend war er Schüler des angesehenen Architekten Josef Hoffmann auf der Kunstgewerbeschule. Anfangs versuchte Zotti sich an der Arbeit mit Stoffen und Keramik, später designte er Korbmöbel, die sich als Markenprodukte der Marke Prag Rudniker Korbwaren-Fabrication in Mitteleuropa etablierten. Zottis Design zeichnete sich durch Täfelungen und gedrechselte Möbel aus, die in seinen Inneneinrichtungen sichtbar werden.
Aus seiner Ehe mit Adele Fabrynska gingen die Söhne Joseph jun. (1909–1990) und Alois (* 1911) hervor. Sein Interesse an den Forschungen des Chemikers Wilhelm Ostwald im Bereich der Farbnormierung für die Industrie boten ein Sprungbrett für seine Karriere als Vortragender in ganz Österreich. Gegen Ende der 1930er Jahre zog sich Zotti weitgehend zurück und verstarb mit 71 Jahren in Wien.

## Werke
Es folgt eine Liste der gesamten Werke Josef Zottis sowie der unrealisierten Projekte.
Wohn- / Geschäftsgebäude:
- 1910 Gartenpavillon der Villa Ast, Wien 19, Steinfeldgasse 2
- 1912–1913 Haus Zwickle-Hartmann (Umbau und Einrichtung), Wien (Adr. unbek.)
- 1913 Schloss Lobec (Umbau und Einrichtung), Ansitz Simonek (Präsident der Skoda-Werke), Lobec, CZ
- 1913 Haus Pretscher (Umbau und Einrichtung), Hinterbrühl, NÖ
- um 1913 Landhaus Reithoffer (Umbau und Einrichtung), Ternberg, Stmk.
- 1916 Villa Pickhardt (Umbau und Einrichtung), Neulengbach, NÖ, Hainfelder Straße 127
- 1916 Wohnhaus Hartenstein (Umbau und Einrichtung), Wien 3, Strohgasse 35
- 1913–1918 diverse landwirtschaftliche Bauten, sowie Arbeiter- und Beamtenwohnhäuser, Lobec, CZ
- 1915 Villa Reithoffer (Umbau und Einrichtung), Wien 18, Sternwartestraße 72 (nicht erhalten)
- 1918–1922 Pfarrhaus der Minoritenkirche (Umbau), Wien 1, Minoritenplatz
- 1919–1921 Schloss Stranov (Umbau und Einrichtung), Stranov, CZ
- um 1920 Herrenhaus (Umbau), Oujezd, CZ
- 1920–1921 Garage und Anbau Wohnhaus Masano, Wien 5, Kettenbrückengasse 15
- 1922 Holzhaus Zotti, Seewalchen a. Attersee, Atterseerstraße, OÖ (nicht erhalten)
- 1922 Holzhaus Andorf, Seewalchen a. Attersee, Waldweg 3, OÖ (nicht erhalten)
- 1923 Villa Zum Steg, Wien 18, Spitzergasse 9
- 1924 Villa Bolschwing (Erweiterung und Umbau), Wien 17, Heuberggasse 15 (nicht erhalten)
- 1924 Wohnhaus Rella (Umbau und Einrichtung) mit Apotheke, Strigno, Trentino, I
- 1924–1930 Umbau und Einrichtung Schloss Houska bei Hirschberg / Doksy, CZ
- 1926 Landhaus Jungbauer (auch Neuhauser), Seewalchen a. Attersee, Atterseerstraße 78, OÖ
- 1928–1929 Villa Hammermann, Wien 13, Winzerstraße 25a
- 1929 Villa Löwenstein (Umbau und Einrichtung), Dobrenice bei Hradec Králové, CZ
- 1931 Haus Gut, Wien 13, Wenzgasse 14
- 1935 Zubau zu einem Landhaus (Adr. unbek.)
- o. J. Geschäftsportal „Bellini“, Wien 6
- diverse weitere Umbauten

Öffentliche Bauten:
- 1924 Messepavillon der Fa. „Ingenius“, Mailand, I
- 1928 Grabmal der Familie Rella, Strigno, Trentino, I
- 1946 Kriegerfriedhof u. Denkmal, Seewalchen a. Attersee, OÖ (nicht erhalten)

Industrie- / Gewerbebauten:
- 1916–1918 Direktionsgebäude der Skoda-Werke in Moosbierbaum bei Tulln, NÖ (abgerissen)
- 1915–1917 Büro- und Magazingebäude der Munitions- u. Metallwerke Enzesfeld (heute Caro-Metallwerke), Fabrikstraße 2 und Direktionsgebäude Parkweg 8, NÖ

Innenraumgestaltung / Design:

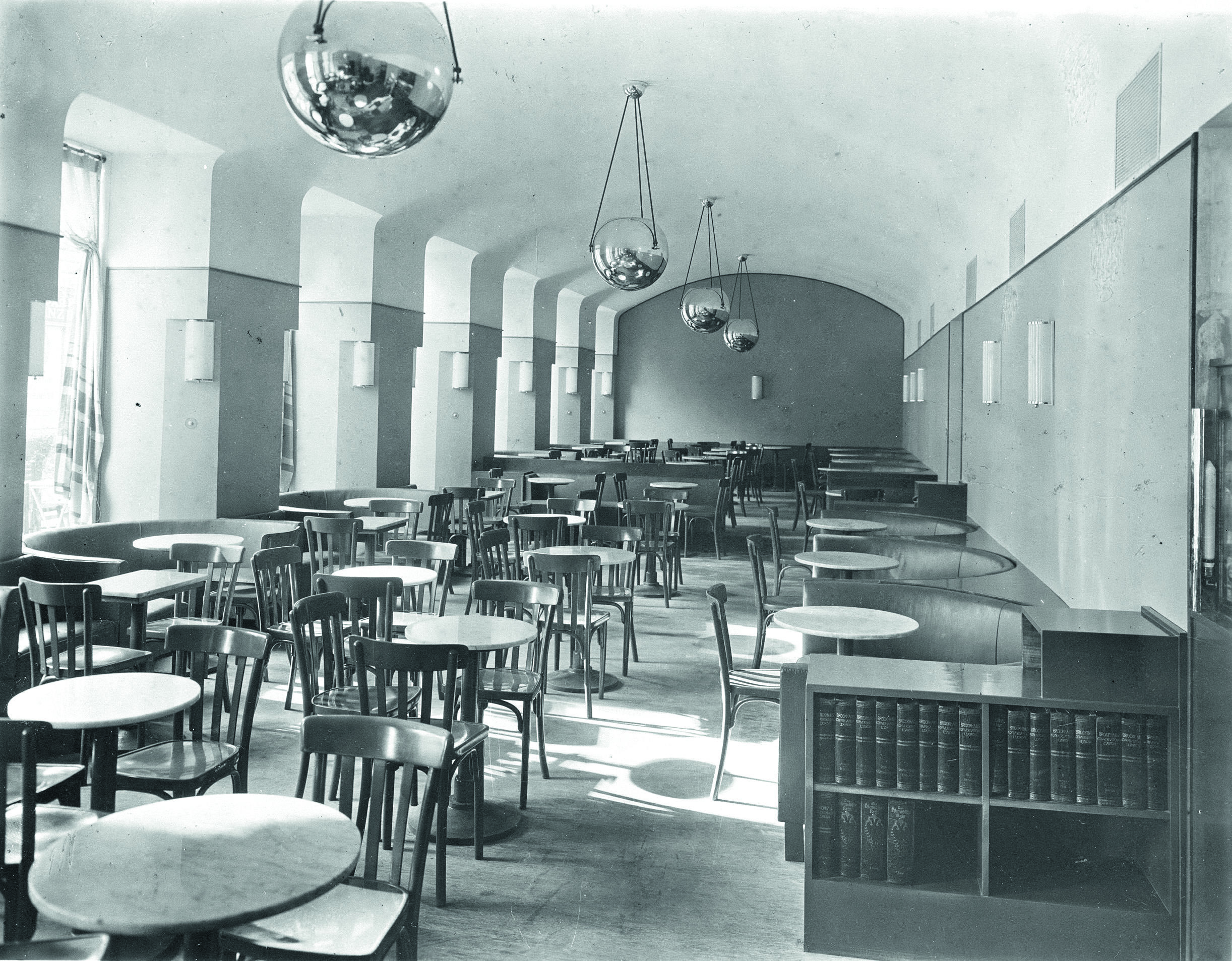
Innengestaltung des Café Museum in Wien in den 1930er Jahren

- 1909–1918 diverse Ausstellungen des Österreichischen Museums für Kunst und Industrie (ÖMKI)
- 1911 Internationale Ausstellung, Rom, I (Möbel)
- 1912 Hotel Wieninger (Halle), Wien 18, Semperstraße 41
- 1912 Ausstellung für kirchliche Kunst, Wien
- 1913 Einrichtung der Halle des Spielcasinos Budapest, H
- 1913 Weinstube im Fürstenkeller, Wien
- 1916–1917 Einrichtung und Umbau Wohnung Steiner, Wien 13, Wattmanngasse 25
- 1913–1918 Einrichtung und Umbau Wohnung Baron Skoda, Wien 1, Kantgasse
- um 1914 Einrichtung und Umbau Wohnung Pretscher, Wien 1, Friedrichstraße
- 1921–1922 Einrichtung des Grand Hotel Palace, Roncegno, I
- 1925 Kunstgewerbeausstellung Paris, F
- um 1929 Einrichtung Wohnung Zotti, Wien 12, Schönbrunner Schloßstraße 30
- 1930 Einrichtung Café Museum, Wien 1, Friedrichstraße 6 (nicht erhalten)
- 1930 Werkbundausstellung Wien (diverse Korbmöbel)
- 1933–1934 Einrichtung Café Eos, Wien 3, Rennweg 33 (nicht erhalten)
- 1935 Einrichtung Pension Vera, Wien 9, Alserstraße 18
- o. J. Einrichtung Büro der Austria-Daimler-Werke, Wien 1
- o. J. Einrichtung Postamt Retz, NÖ
- o. J. Einrichtung Postamt Hollabrunn, NÖ
- o. J. Einrichtung Büro der Zivnostenska Banka, Wien 1, Herrengasse 12
- o.J Einrichtung Bankhaus Faklesch Co, Wien 1
- o. J. Einrichtung Restaurant Groissinger, Wien 13
- o. J. Einrichtung Café Taverne „Habsburg“, Wien 1
- diverse Wohnungseinrichtungen und zahlreiche Entwürfe für Möbel, Stoffe, Lampen, Service und anderes mehr

Nicht realisierte Projekte:
- 1918 Schulgebäude (Projekt)
- 1920 Café Kettenbrücke, Wien 4, Rechte Wienzeile 39 (Projekt)
- 1922 kleine Kriegerdenkmäler im Trentino (Wettbewerb, ein Preis)
- 1925 Haus Molinari-Lenzi, Borgo Valsugana, I
- 1930 Villa, Wien 13, Einsiedelgasse (Projekt)